# 高安虎治
高安 虎治（たかやす とらじ、1878年5月2日 - 1937年9月10日）は、日本の実業家。
扇田炭礦取締役、東北物産商事取締役などを歴任した。

## 経歴
1878年、秋田県で高安良吉の長男として生まれ、家督を相続する。秋田県多額納税者。扇田炭礦取締役、東北物産商事取締役、などを歴任した。貴族院多額納税者議員の互選資格を有した。

## 親族
- 妻 よしの (兄弟は佐藤市郎兵衛、姪は第四十八国立銀行取締役平川孫兵衛妻、甥は一星浩之助、甥妻は貴族院多額納税者議員池田甚之助孫、甥は秋田県多額納税者佐藤維一郎、甥妻は雄勝銀行取締役高久多吉娘)
- 長男 正一 (妻は佐藤新三郎三女、義兄は貴族院多額納税者議員河田与惣左衛門)